# Bukówka (Redzikowo)
Bukówka (deutsch Deutsch Buckow, 1937–1945 Bukau (Pom.)) ist ein Dorf bei Stolp in der polnischen Woiwodschaft Pommern. Es bildet ein Schulzenamt in der Gmina Redzikowo (Landgemeinde Reitz) im Powiat Słupski (Stolper Kreis).

## Geographische Lage
Das kleine Dorf liegt in Hinterpommern, etwa acht Kilometer nordöstlich von Stolp und 2 ½ Kilometer südöstlich von Lubuczewo (Lübzow).

## Geschichte
Das ehemalige Rittergut Deutsch Buckow war in älterer Zeit ein Lehen der Familie Below. Im Jahr 1491 kam es durch Tausch von Ländereien in den Besitz der Familie Puttkamer. Um 1784 gab es in Deutsch Buckow ein großes und ein kleines Vorwerk, zwei Bauern, drei Kossäten und acht Haushaltungen. Im Jahr 1801 wurde das Gut nach dem Konkurs des Lehnsherrn Karl Gustav von Puttkamer verkauft und wechselte dann mehrfach seinen Besitzer. Vor Mitte des 19. Jahrhunderts lag die Gerichtsbarkeit von Deutsch Buckow in den Händen eines Patrimonialgerichts. Im Jahr 1894 wurde das Gut von Siegfried von Boehn aufgekauft. Dieser war der letzte Besitzer des Guts vor 1945.
1925 standen in Deutsch Buckow dreizehn Wohngebäude.
Am 1. April 1927 hatte das Gut Deutsch Buckow eine Flächengröße von 573 Hektar, und am 16. Juni 1925 hatte der Gutsbezirk 203 Einwohner. Am 30. September 1928 wurde der Gutsbezirk Deutsch Buckow in eine Landgemeinde gleichen Namens umgewandelt.
1932 verfügte das Dorf über eine einstufige Volksschule, in der ein einzelner Lehrer 45 Kinder unterrichtete. Die Gemeindefläche war 573 Hektar groß. Am 29. Dezember 1937 wurde die Gemeinde Deutsch Buckow in Bukau (Pom.) umbenannt. Im Jahr 1939 wurden 38 Haushaltungen und 179 Einwohner gezählt.
Vor 1945 gehörte die Ortschaft zum Landkreis Stolp im Regierungsbezirk Köslin der preußischen Provinz Pommern des Deutschen Reichs und war dem Amtsbezirk Ritzow zugeordnet.
Bukau wurde im Frühjahr 1945 von der Roten Armee besetzt. Nach Beendigung der Kampfhandlungen wurde die Region anschließend zusammen mit ganz Hinterpommern seitens der sowjetischen Besatzungsmacht der Volksrepublik Polen zur Verwaltung überlassen. Im Oktober 1945 nahmen Polen das Dorf in Besitz. Bukau wurde unter der polonisierten Ortsbezeichnung ‚Bukówka‘ verwaltet. Die einheimische Bevölkerung wurde nach und nach vertrieben. Später wurden in der Bundesrepublik Deutschland 83 und in der DDR 28 aus Bukau vertriebene Dorfbewohner ermittelt.

### Kirchspiel
Die Dorfbewohner von Deutsch Buckow waren überwiegend evangelisch. 1925 hatte das Dorf 13 Bewohner katholischer Konfession, was 6,4 % der Einwohnerzahl entsprach. Das Dorf war in der in der Altstadt von Stolp gelegenen St.-Petri-Kirche eingepfarrt und gehörte damit zum Kirchenkreis Stolp-Altstadt.
Die seit 1945 und Vertreibung der einheimischen Dorfbewohner anwesende polnische Einwohnerschaft ist mehrheitlich katholisch.

## Mit dem Ort verbundene Persönlichkeiten
- Alfred von Kühne (1853–1945), zul. Gen. d. Kav., und seine Frau Ella, geb. von der Marwitz (1860–1945), lebten 1945 in Deutsch-Buckow
- Siegfried von Boehn (1865–1945), Mitglied des Deutschen Reichstags und seit 1894 Besitzer des Guts Deutsch Buckow
- Siegfried von Boehn (1901–1988), Heimatforscher, ist auf dem väterlichen Gut Deutsch Bukow geboren und aufgewachsen